# Mohamed Menfi
Mohamed Yunus al Menfi (Tobruk, 1976), conocido como Mohamed Menfi, es un diplomático y político libio. El 5 de febrero de 2021 fue elegido presidente del Consejo Presidencial de Libia transición diseñado por la ONU.

## Trayectoria
Su mandato como embajador en Atenas estuvo marcado por la tensión entre el Gobierno de Acuerdo Nacional libio y el ejecutivo heleno a raíz de un acuerdo turco-libio sobre fronteras marítimas. Menfi fue finalmente expulsado de Atenas por el ministro de Exteriores griego en diciembre de 2019.

### Presidente de Libia
En el Foro de Diálogo Político Libio respaldado por Naciones Unidas fue elegido presidente del Consejo Presidencial del Estado de Libia con Abdul Hamid Dbeibé como Primer ministro) y Musa Al-Koni y Abdallah al-Lafi (Vicepresidentes). Su lista obtuvo 39 votos, cinco más que la de Aguilah Issa y Fathi Bashagha. Estos últimos eran vistos como los favoritos de Estados Unidos, si bien el embajador americano negó cualquier intento de inferir en la votación.